# Márcio Teles
Márcio Soares Teles (* 27. Januar 1994 in Paracambi, Rio de Janeiro) ist ein brasilianischer Leichtathlet, der sich auf den 400-Meter-Hürdenlauf spezialisiert hat.

## Leben
Márcio Teles stammt aus der Kleinstadt Paracambi in der Region Baixada Fluminense. Bis ins Teenageralter spielte er Fußball beim Seropédica auf der Position des linken Mittelfeldspielers, wo er als Lauftalent entdeckt wurde. Bereits kurz nach dem Beginn seiner Leichtathletikkarriere wurde er Vater eines Jungens. Zwei Jahre später wurde seine Tochter geboren. Sein oberstes sportliches Ziel stellt der Gewinn einer olympischen Medaille dar. Er bewohnt ein Haus in Campinas in der Nähe seiner Trainingsstätte.

## Sportliche Laufbahn
Márcio Teles startete erstmals 2012 in Sprintwettkämpfen in seiner brasilianischen Heimat. Damals ging er über 200 und 400 Meter an den Start. Zwei Jahre später trat er dann bereits vermehrt über 400 Meter Hürden an und belegte in jenem Jahr mit Bestleistung von 50,71 s den fünften Platz bei den Brasilianischen Meisterschaften. Bis 2016 verbesserte er sich bis auf 49,09 s und konnte im August an den Olympischen Sommerspielen in seiner Heimat teilnehmen. Dabei schied er als Sechster seines Vorlaufs aus. Insgesamt belegte er den 39. Platz. Einen Monat zuvor wurde er erstmals Brasilianischer Meister. Einige Wochen nach den Spielen startete er im Einzel und mit der 4-mal-400-Meter-Staffel bei den U23-Südamerikameisterschaften in Lima, bei denen er in beiden Disziplinen siegreich war.
2017 verteidigte Teles seinen nationalen Meistertitel mit Bestzeit von 48,94 s und erfüllte damit auch die Norm für die Weltmeisterschaften in London. Dort gelang ihm im August der Einzug in das Halbfinale, das er allerdings nicht beenden konnte, nachdem er stürzte. 2018 trat er im Juni bei den Südamerikaspielen im bolivianischen Cochabamba an. Dort lief er im Finale mit 49,78 s zu Bronze und stellte damit seinen bislang größten sportlichen Erfolg auf. 2019 stellte Teles bei den Brasilianischen Meisterschaften, bei denen er seinen insgesamt vierten Titel gewann, in 48,60 s seine persönliche Bestzeit auf und konnte so in Doha an seiner zweiten Weltmeisterschaft teilnehmen. Nachdem er Anfang des Monats noch Bestzeit gelaufen war, kam er dann Ende September im Vorlauf nicht über 51,02 s hinaus und schied damit bereits im Vorlauf aus. Einen Monat später belegte er den sechsten Platz bei den Militärweltspielen in Wuhan.
2021 qualifizierte sich Teles für seine zweite Teilnahme an den Olympischen Sommerspielen. In Tokio lief er im Vorlauf Saisonbestzeit von 49,70 und lief damit die vierundzwanzigst schnellste Zeit. Für den Einzug in das Halbfinale reichte dies dennoch nicht, da zwei Athleten aus Frankreich und den USA die exakt gleiche Zeit liefen. 2022 belegte er im Finale bei den Südamerikaspielen in Paraguay den achten Platz. 2023 kam er bei den Panamerikanischen Spielen in Chile im Finale als Siebter ins Ziel.

## Wichtige Wettbewerbe
| Jahr                  | Veranstaltung                 | Ort                   | Platz                 | Disziplin             | Zeit                  |
| Startet für Brasilien | Startet für Brasilien         | Startet für Brasilien | Startet für Brasilien | Startet für Brasilien | Startet für Brasilien |
| --------------------- | ----------------------------- | --------------------- | --------------------- | --------------------- | --------------------- |
| 2016                  | Olympische Sommerspiele       | Rio de Janeiro        | 39.                   | 400 m Hürden          | 50,41 s               |
| 2016                  | U23-Südamerikameisterschaften | Lima                  | 1.                    | 400 m Hürden          | 52,31 s               |
| 2016                  | U23-Südamerikameisterschaften | Lima                  | 1.                    | 4 × 400 m             | 3:13,73 min           |
| 2017                  | Weltmeisterschaften           | London                | 25.                   | 400 m Hürden          | DNF                   |
| 2018                  | Südamerikaspiele              | Cochabamba            | 3.                    | 400 m Hürden          | 49,78 s               |
| 2019                  | Weltmeisterschaften           | Doha                  | 32.                   | 400 m Hürden          | 51,02 s               |
| 2019                  | Militärweltspiele             | Wuhan                 | 6.                    | 400 m Hürden          | 50,85 s               |
| 2021                  | Olympische Sommerspiele       | Tokio                 | 25.                   | 400 m Hürden          | 49,70 s               |
| 2022                  | Südamerikaspiele              | Asunción              | 8.                    | 400 m Hürden          | 54,48 s               |
| 2023                  | Panamerikanischen Spielen     | Santiago de Chile     | 7.                    | 400 m Hürden          | 50,80 s               |

## Persönliche Bestleistungen
- 400 m: 46,10 s, 1. Juli 2016, São Bernardo do Campo
- 400 m Hürden: 48,60 s, 1. September 2019, Bragança Paulista